# Tzeniut
Esta página contém alguns caracteres especiais e é possível que a impressão não corresponda ao artigo original.
Tzeniut, tznius ou tzniut (do hebraico צניעות "modéstia") é um termo usado no judaísmo para descrever o conjunto de mandamentos relacionados à conduta em geral . A tzeniut costuma se relacionar ao modo de vestir de cada judeu, roupas largas e próprias para cada sexo são um dos fatores mais importantes nas regras de tzeniut.